# 国鉄EF63形電気機関車
国鉄EF63形電気機関車（こくてつEF63がたでんききかんしゃ）は、日本国有鉄道（国鉄）が設計・製造した直流電気機関車である。信越本線横川 - 軽井沢間の碓氷峠専用の補助機関車として開発された。用途から「峠のシェルパ」、もしくは形式称号から「ロクサン」の愛称がある。

## 概要
最急勾配68‰、大半の区間でも66.7‰となる碓氷峠区間は、1893年の開業時からラック式鉄道の一種「アプト式」を採用し、1934年からは同区間専用のED42による運転を行っていた。
第二次世界大戦終結以降の経済復興 - 高度経済成長期への時代趨勢に対応し、国鉄は主要幹線の輸送力増強に着手した。碓氷峠を含む信越本線系統においては所要時間の短縮を企図し、ラック式鉄道を廃止し一般的な粘着運転への切替方針が決定したが、諸案検討の結果、最大勾配66.7‰とした複線の新線が1963年9月30日までに完成することとなった。このため、急勾配の諸条件に対応し、かつED42に代わって同区間の列車の牽引・推進を行う新形式機関車が必要となり、EF60をベースに開発されたのが本形式である。

## 構造
本務機EF62とは、下り列車ではプッシュプル運転、上り列車では協調運転を行うことを前提としており、常に重連運用とされることから前面に貫通扉を装備。また傾斜したサッシ支持前面窓や大型の側面通風フィルターが外観上の特徴である。
常に2両でペアを組み、横川 - 軽井沢間を通過する全ての列車の横川方に連結する補機という特殊な運用ならびに運転特性や安全性確保の観点から、数多くの独自かつ特殊な装備が搭載される。このため運転整備重量は108tで、EF60以降の新性能直流電気機関車では最大であり、引き通しも総括制御可能な構造を持つ機関車では異例の片渡り構造とされた。

### 主要機器
主電動機はEF70交流電気機関車に続き端子電圧750V時1時間定格出力425kWのMT52形直流直巻電動機をEF60の2次車およびEF62と共に直流電気機関車として初めて採用した。
制御装置は勾配区間での空転防止の観点から、ノッチを細分化し主電動機のトルク変動を小さくすることを目的に従来の単位スイッチ方式を取りやめ、CS16形電動カム軸式自動進段抵抗制御器・CS17形バーニア制御器・CS18形電動カム軸式転換制御器を搭載する。
MH91-FK34形主電動機送風機は、発電ブレーキ使用時の抵抗器熱をより素早く冷却させるために、6基設置である他形式とは異なり、出力電圧を250Vから375Vに増圧した4基設置とした。これにより発生する送風音は甲高い音となり、本形式の大きな特徴の一つとして挙げられている。
台車はEF62の3軸ボギー台車（軸配置Co-Co）と異なり2軸ボギー台車（軸配置Bo-Bo-Bo）としたが、電磁吸着ブレーキなどの特殊装置が装備されることから本形式専用設計とした。両端台車はED72が装着するDT119A形をベースに逆ハリンク機構を採用したDT125形、中間台車はDT125形に直径115mmの過速度検知装置用遊輪を装着したDT126形である。また各台車の軸重は、軽井沢方にデッドウェイトを偏って搭載しているため、横川方17t・中間18t・軽井沢方19tとアンバランスな状態に調整された。これは、勾配区間での軸重移動を考慮し均等にするための措置である。なお軽井沢方台車の軸重は国鉄車両としては最大である。
ジャンパ連結器は、横川方（1エンド）基準で協調制御用のKE70形1基とEF62を含む総括制御用のKE63形（先行試作車から2次形まで）またはKE77A形（3次形以降）2基が運転席側に、MRP管（元空気溜管）と釣り合い引き通し管が助手席側スカート部にそれぞれ設置されている。なお、軽井沢方（2エンド）は横川方と逆配置で、併せて後述する独自の電車との連結用ジャンパ連結器等が設置されている。

#### 保安装置
抑速ブレーキ
勾配区間の抑速ブレーキとして電機子転換方式発電ブレーキを搭載している。大容量抵抗器による発電ブレーキ強化のため、冷却用通風フィルターは通常より大型の物を採用している。
電磁吸着ブレーキ（レールブレーキ）
鉄製の電磁石でできており、直接レールに電磁吸着し制動力を得る。本ブレーキは主に車輪ロック時に発電ブレーキの失効を防ぐ事を目的とし、踏面ブレーキの補助として使用される。
空気ブレーキ
多くの機関車で実績のあるEL14AS形自動空気ブレーキを搭載した。本線上で停電した場合でも、搭載された大容量蓄電池で空気圧縮機（CP）を動作させて圧縮空気を供給させることが可能である。
過速度検知装置 (OSR)
下り勾配通過時に速度を正確に計測する装置であり、中間台車に設置された直径340mmの小型車輪により正確な速度検知を行う。これは、下り勾配での走行では、客車38km/h・貨車は25km/hの上限を超えてしまうと列車停止が不可能となるからである。運転時には制限最高速度設定を高（38km/h）もしくは低（25km/h）のいずれかに設定し、客車では35km/h、貨車では22km/hを超えると警報が鳴り、制限速度を超えると非常ブレーキを作動させる。また、非常ブレーキの作動によって速度が10km/hとなった際に非常ブレーキ力を20秒間約33%弱めて本形式と牽引列車とのブレーキ力を協調させ、本形式と牽引列車の間を連結する連結器の破損や車輪の滑走を防止する速度検知装置（SR1段ユルメ）を装備する。さらに1975年10月28日に発生した脱線転落事故の対策としてOSR機器の改造・更新が1979年から実施され、速度照査部分をデジタル化し三重系に強化し、電源機器の変更によって信頼性の向上を図った。
カム式転動防止ブレーキ装置
空気ブレーキ作動後の空気漏れによるブレーキ緩解を防止するものであり、空気ブレーキが作動した状態で機械的にロックする。
非常スイッチ
勾配で停電時に長時間停止させる場合には機関車および列車のブレーキシリンダ空気漏れのために転動する恐れがあるので、このスイッチを投入することにより主抵抗器が短絡された発電ブレーキ回路を構成し、転動を防止する。万が一転動が生じても低速（荷重により相異するが3重連550t牽引の場合約3km/h約400A）で強力な発電ブレーキが作用して機関車の加速を防止する。使用する際にはCS18形転換制御器を下り勾配に対する発電ブレーキ位置にしておかなければならない。

#### 電車との連結運転用装備
当区間の運転はすべて横川方に連結される本形式に乗務する機関士が担当する。以下で解説する装備を搭載する。
自連・密連両用連結器
本形式には日本で初めて電車と連結する軽井沢方に連結器頭部を横方向に76°回転させることで、密着連結器と連結を可能にした自連・密連両用連結器を装備した。本連結器の採用により、従来は異なる連結器を持つ車両を連結させる場合は中間連結器（アダプター）の用意あるいは控車の連結を必要としていたが、連結器の高さの調節が可能でこれらの措置が不要となった。
連結運転時に本形式から電車の踏面ブレーキを操作するため機関車からブレーキ管（BP）が連結器を介して接続される。
ジャンパ連結器
多様な形式と連結する必要からそれぞれに対応する各種ジャンパ連結器を軽井沢方助手席下側スカートに装備する。また軽井沢向きとなる下り列車では、前方の安全・信号確認は先頭になる電車運転士が担当するため連絡回線も内蔵する。
協調運転装置
当初電車は本形式による牽引・推進運転のみで、最大8両編成までという制約があったが、慢性的な輸送力不足が浮上したため本形式と同調した制御が可能で最大12両編成までの組成を可能とした協調運転機能を持つ169系・189系・489系の各系列が開発され、本形式にも対応する装置と協調制御指令用KE70形ジャンパ連結器が追加搭載された。
協調制御では、本形式のMC35A形主幹制御器から電車側各電動車ユニット主制御器を介して主電動機の制御を行う。協調運転対応可否・電動車ユニットの状態・横軽スイッチの確認が本形式運転台表示灯により可能である。なお横軽スイッチは、牽引・推進運転で対応する形式にも装備されており、協調対応の169系・189系・489系では協調運転設定を兼ねるほか、通過対応電車側に装備された本スイッチを投入するとATS信号受信は本形式側で行う設定になる。
- 上り勾配（下り列車）では主幹制御器の逆転機スイッチを後進力行位置にして、本形式と電車側各電動車ユニット主制御器を介して主電動機の制御を行う。また定格速度の違いから電車側では並列段を使わず189系・489系では直列制御3段目以降最終段まで常に70%までの、169系で直列最終段以降50%までの弱界磁制御を行い同調させる。
- 下り勾配（上り列車）では主幹制御器の逆転機スイッチを前進発電ブレーキ位置に切替えて抑速ブレーキノッチとして機能させることで、本形式主電動機による発電ブレーキと電車側各電動車ユニット主制御器を介して主電動機による抑速ブレーキの制御を行う。その際には、より高い安全性を要求される観点から電車側主電動機の抑速ブレーキ発生電流が100A以下もしくは故障した場合には空気ブレーキを併用するが、250A以上となり効果が充分な状態になると空気ブレーキは開放される。

#### 列車無線
EF62と協調運転を行う関係上本形式には当初から150kHz帯の誘導無線が装備されていたが、トンネル区間を中心に雑音が問題となった。横川機関区や横川・軽井沢両駅との連絡を確実にする観点から、本形式とEF62には1975年から新たに敷設した専用漏洩同軸ケーブルを使うUHF400MHz帯列車無線が搭載され、軽井沢方運転室側面と屋上にアンテナを設置した。さらに1980年代に入ると異常時に他列車への連絡を可能とする防護機能が追加され、1990年以降は山岳区間での了解度向上を目的に通称『C'アンテナ』と呼ばれる八木アンテナ製コーリニアアレイアンテナが軽井沢方運転席前と横川方助手席前に設置された。

## 次車別概説
| 製造次 | 車両番号 | 製造メーカー          | 予算                | 製造年 | 廃車年                        |
| ------ | -------- | --------------------- | ------------------- | ------ | ----------------------------- |
| 試作車 | 1        | 東芝                  | 昭和36年度第3次債務 | 1962年 | 1986年（余剰廃車）            |
| 1次車  | 2 - 6    | 東芝                  | 昭和37年度民有      | 1963年 | 1975年（5・事故廃車） 1997年  |
| 1次車  | 7 - 13   | 新三菱重工業 三菱電機 | 昭和37年度債務      | 1963年 | 1975年（9・事故廃車） 1997年  |
| 2次車  | 14 - 17  | 東芝                  | 昭和40年度第2次民有 | 1966年 | 1986年（14・余剰廃車） 1997年 |
| 2次車  | 18・19   | 川崎車両 川崎電機     | 昭和41年度第2次債務 | 1967年 | 1997年                        |
| 2次車  | 20・21   | 川崎重工業 富士電機   | 昭和43年度第4次債務 | 1969年 | 1997年                        |
| 3次車  | 22・23   | 川崎重工業 富士電機   | 昭和49年度第1次債務 | 1974年 | 1997年                        |
| 3次車  | 24・25   | 川崎重工業 富士電機   | 昭和50年度第2次債務 | 1976年 | 1997年                        |

以下で製造年次別による詳細を解説する。

### 先行試作車

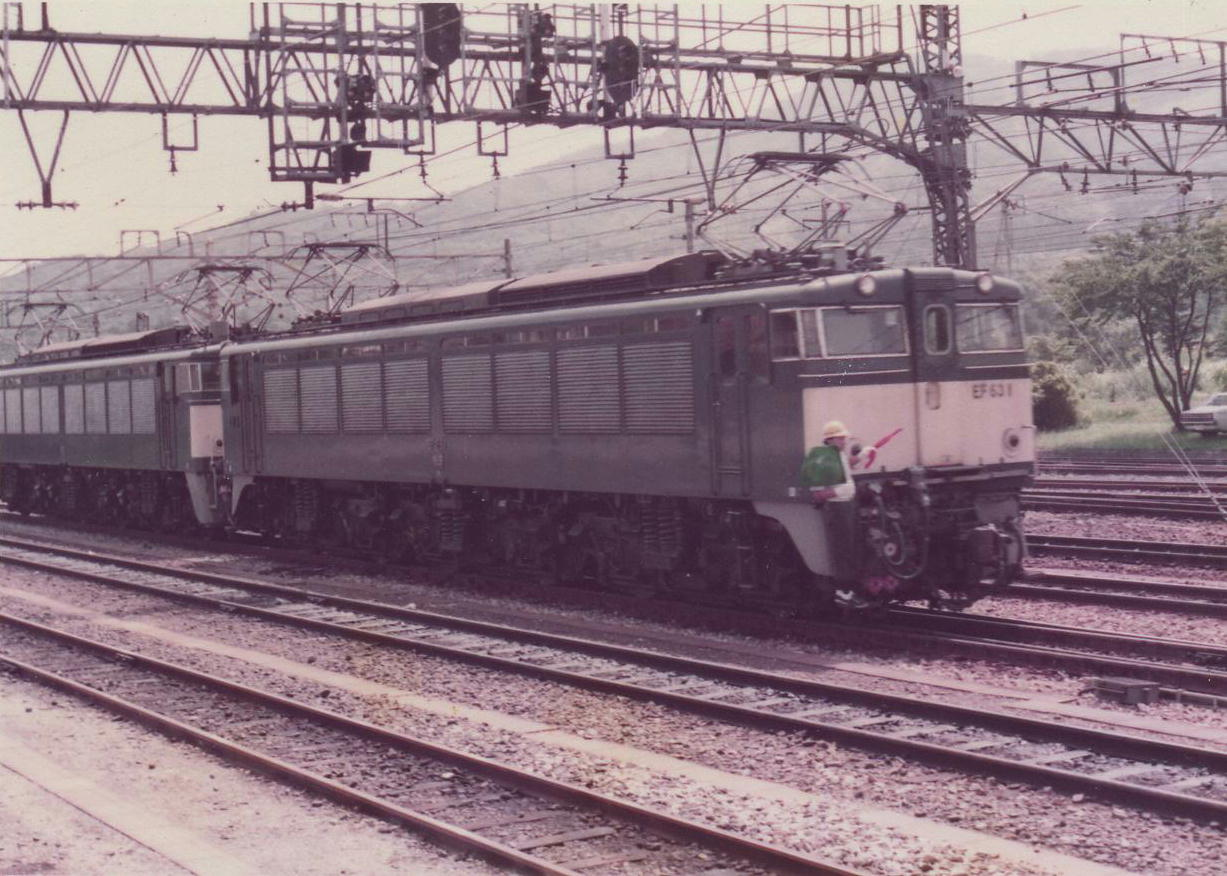
EF63 1（先行試作車）

1号機が1962年に東芝で製造されEF62 1とともに試験運転に投入された。
試験の結果量産機から内部機器配置を変更したほか、中間台車の外側に装備されていた速度検知用遊輪が分岐器通過時に浮き上がるといった不具合を起こしたこと、2エンド（軽井沢方）の連結器も製造当初は通常の自動連結器で電車・気動車と連結運転用に整備されていなかったことから1963年3月から5月にかけて遊輪の移設や自連・密連両用連結器への交換、内部機器の撤去・交換で各部を量産機に合わせる統一改造を実施。さらに量産機の製造、新線の工事進展により実施した急勾配区間での重連試運転で発生した脱線・連結器破損等に対処するためブレーキ関連の改修、連結器の緩衝器や復心装置の変更、碓氷新線の全面運用開始に備えて連結対象となる電車・気動車用の電話設備取付、さらにATS機器搭載といった追加工事を第1次改造・第2次改造として量産1次型を含む1 - 13の全車へ1963年9月30日までに施工した。
外観上は前面窓上部のツララ切りが未装備でスカートや屋上機器の形状なども量産機とは異なるほか、製造当初は非常用蓄電池搬入口が量産車より小型で細長い形状となっていたため1972年に量産車と同一形状に改造されるまでは側面通風フィルターの形状と配置が両側面左右対称だった。また、1963年の新線営業運転初期は試験的に第4動輪と第6動輪の砂箱を大型のものに改造していた。
引き続き1963年から1976年までの間に2 - 25が、東芝、三菱電機+新三菱重工業、川崎電機製造→富士電機+川崎車輛→川崎重工業により製造されたが、製造時期により1次形から3次形に分類される。

### 1次形

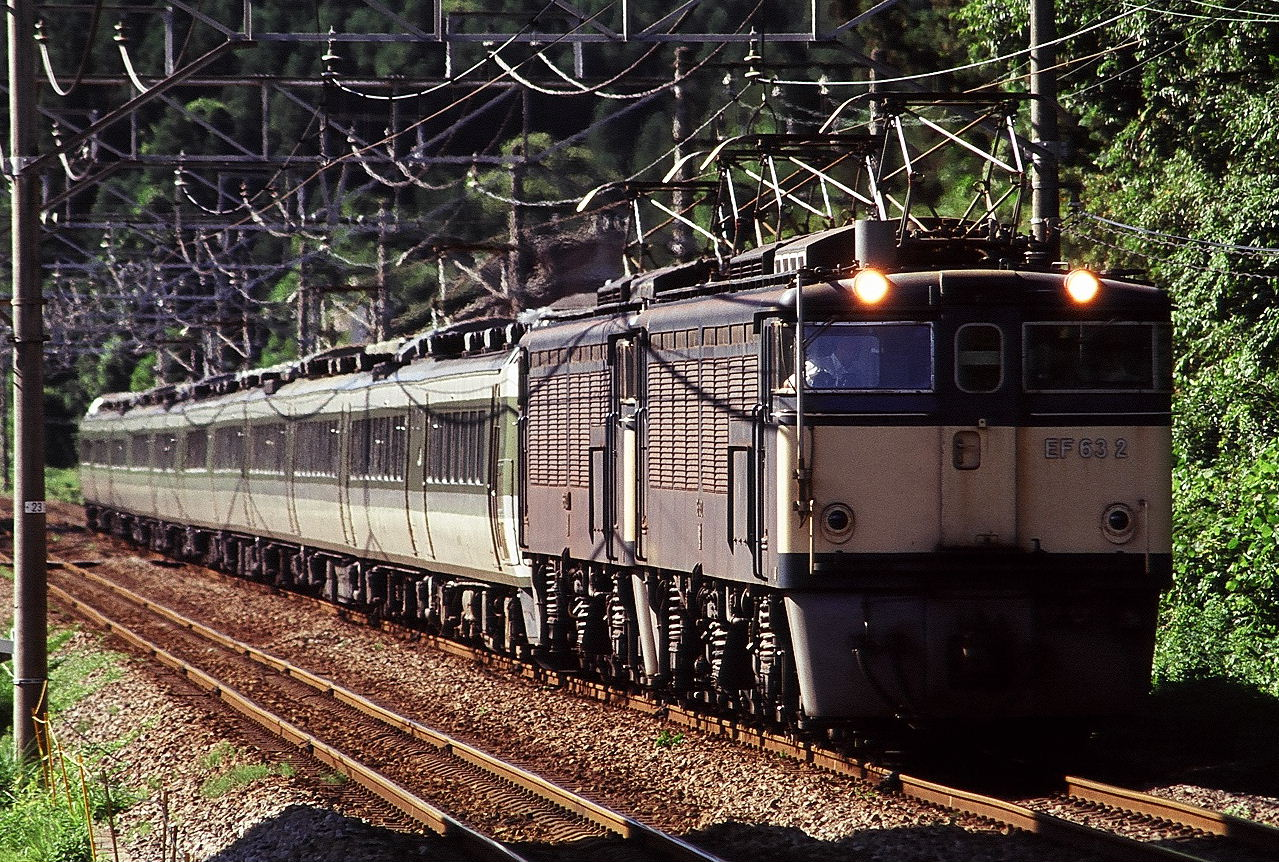
EF63 2（1次形）

1963年に製造された2 - 13が該当する。
前面窓のワイパーの形状変更並びに運転台窓上にツララ切りを追加装備。スカート形状は四角形。
先行試作車の運用実績に基づき速度検知用遊輪の設計と装備位置変更（中間台車の内側に装備）、自連・密連両用連結器の装備、側面非常用蓄電池搬入口の位置変更と大型化を実施。
本グループまでがぶどう色2号（茶色）で落成した後に青15号・クリーム1号への塗装変更を施工。その際に以下の特異機が発生した。
- 2：前面アンチクライマー部が銀ではなく車体と同色の青色。
- 13：前面の塗り分けでクリームの幅が他の1次形に比べ広い。

### 2次形

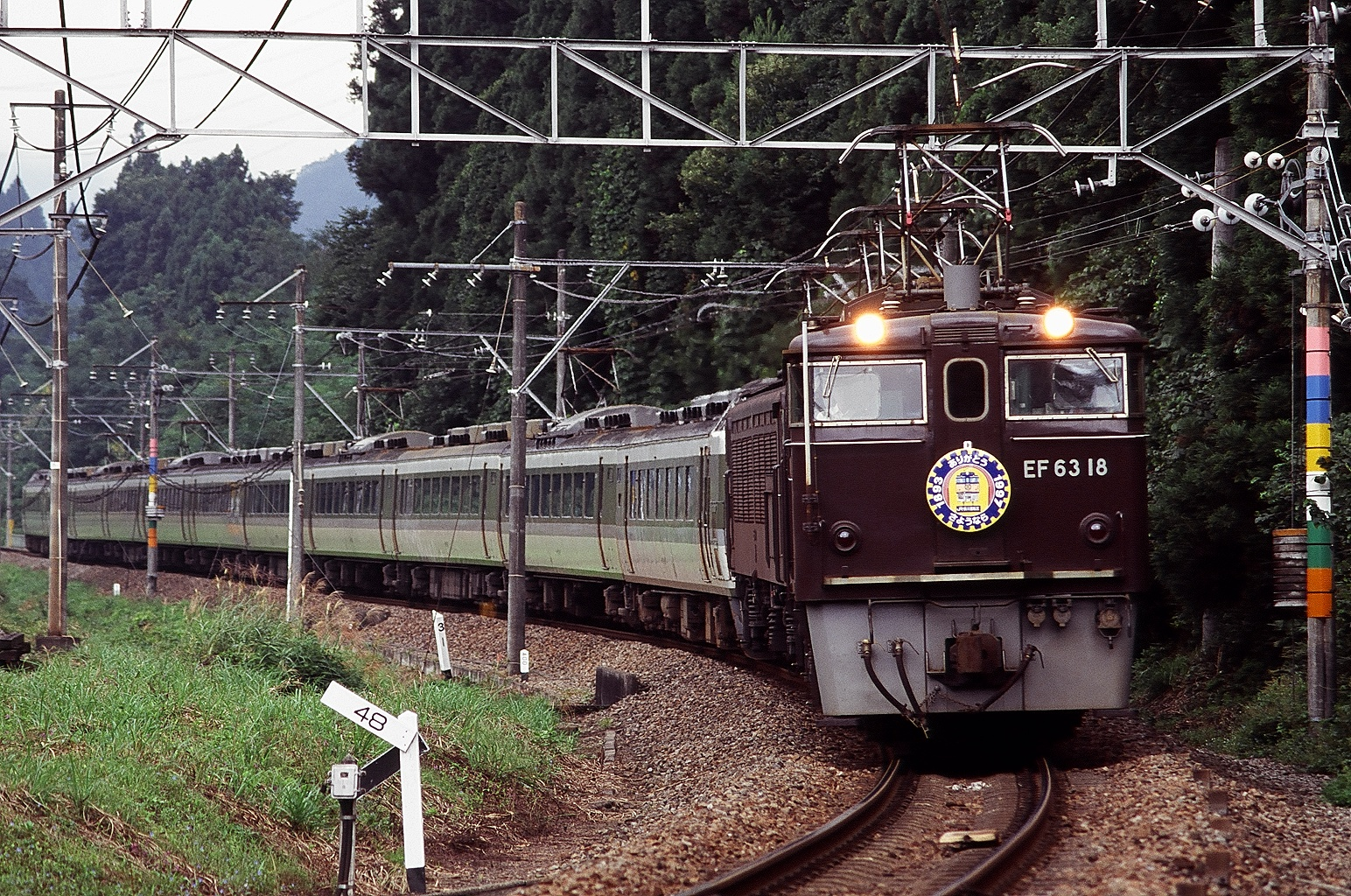
EF63 18（2次形）

1966年 - 1969年に製造された14 - 20が該当する。
尾灯は先行試作車・1次形と異なり外周に赤色円板を装備しない形状へ変更されたほか、運転台上の水切り形状、屋根上の避雷器の位置が中間に統一された。
車体塗色も当初から青15号とクリーム1号に変更されたが、クリーム1号塗装範囲が落成時の14・15は他機と若干の差異が確認できるほか、17は本形式中で最も広範囲で、他機に比べクリームが上に広い。
16以降は非常用蓄電池搬入口上部に製造当初から水切りを追加。
20・21は主電動機送風機が改良され低騒音化を実施。送風時の音域が低くなったが、20は設置基数が少ないため既存品との併用で高い音も同時に出る。

### 3次形

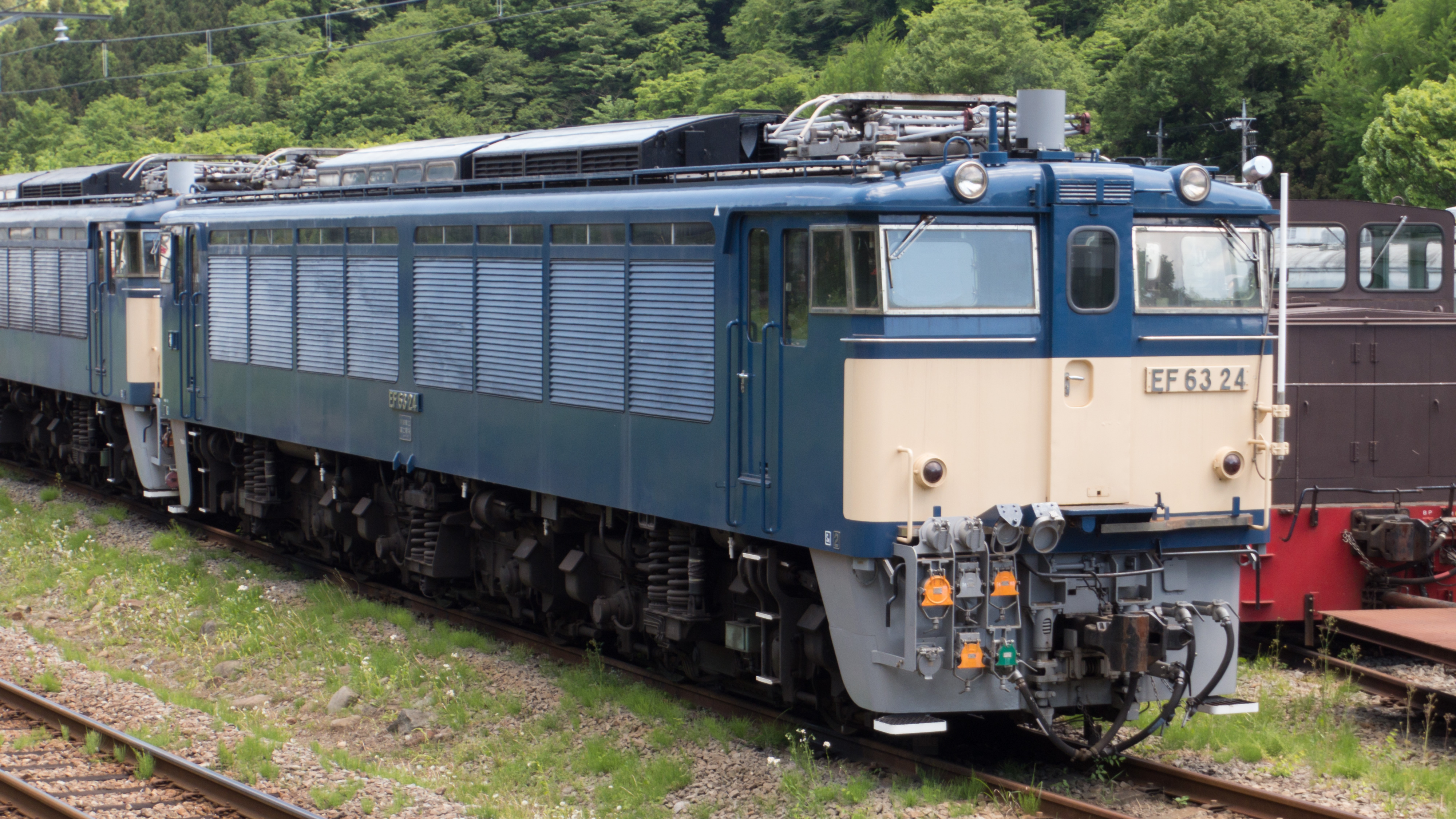
EF63 24（3次形）

1974年・1976年に製造された22 - 25が該当する。
22・23は1975年3月10日ダイヤ改正での特急「あさま」増発用である。
同時期に製造された他形式と同様にブロック式ナンバープレート・外ハメ式尾灯・メートルネジ全面的使用のほか水切り形状再度変更が行われたが、前面ガラス熱線化は見送られデフロスタが引き続き採用された。
主要機器のうち抵抗制御器はCS16AからCS16Cへ、バーニア制御器はCS17AからCS17Cへ、転換制御器はCS18からCS18Bへ変更された。
主電動機送風機は23・24・25が21と同様の低騒音化対策品。22は20と同じ既存品との併用。
ジャンパ連結器は気動車全廃後に製造されたため、下方設置の気動車用が未装備のほか、配置も2次形までとは異なる。
24・25は、1975年に5・9が脱線大破事故で廃車となったため、補充代替として1976年に急遽追加製造された。

## 運用
当初の計画では車両定数によって1両のみで運用する計画もあったが、車両故障など非常事態への対策を考慮して本形式のみの単機回送列車も含めて常に2両1組の形態で運用することが原則化され、電車・気動車・機関車・客車を問わず横川 - 軽井沢を通過するすべての列車に補機として連結運用された。

### 通過車両への対策

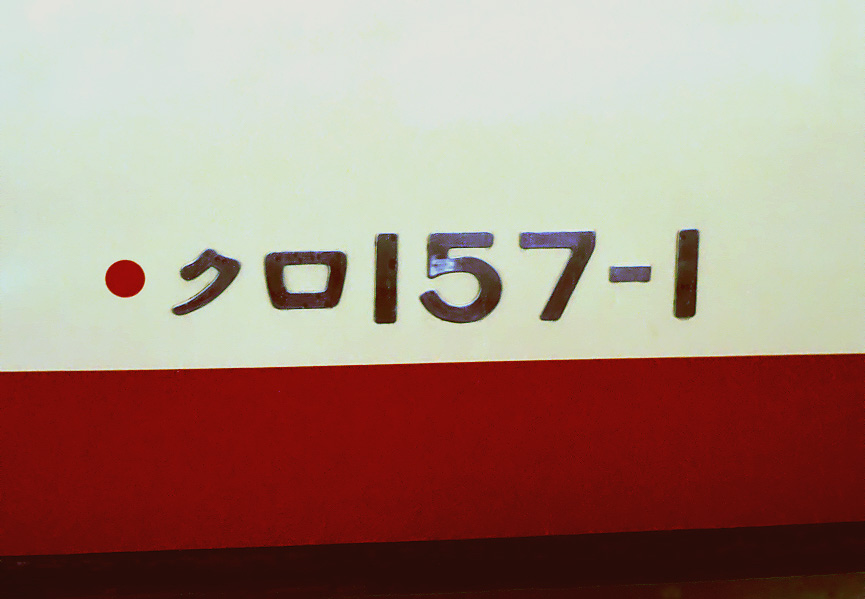
横軽対策識別マークの例
（クロ157-1）

最大66.7‰の急勾配という条件で峠の下側から本機による推進・牽引運転のため、連結器の破損や座屈による浮き上がり脱線の予防、車両の逸走を防止する点から当区間を通過する車両には以下の対策（通称：『横軽対策』）が必須になった。
- 台枠・連結器の強化
- 緩衝器容量の増大
- 非常ブレーキ吐出弁絞り追加
- 横揺れ防止装置の追加
- 坂上で力行した際に破損防止のため空気バネ台車装備車へパンク装置の追加[注 25]

対策施工車両には識別のため車両番号の頭に直径40mmの「●（Gマーク）」を付した。塗色は白色または赤2号とされ、特急型車両など形式番号がステンレス切抜文字となっている場合でもいずれかの色で塗装している。
車掌車は、推進運転時の坐屈問題から1段リンク式足回りをもつヨ3500形が限定使用された。

### 運転形態
当初は以下の運転形態が計画された。
本形式1両+EF62
定数320tの貨車または最大実荷重360tの客車
本形式2両+EF62
定数500tの貨車または最大実荷重550tの客車
本形式3両重連
最大12両の電車・気動車による列車推進・牽引
しかし実地試験を行った結果一部で不具合や問題が発生したため修正を加え、EF62が牽引する客車・貨車と動力分散方式の電車・気動車とでは以下に示す方式に変更され、若干の差異が発生した。
EF62が牽引の場合（単機回送を含む）
牽引定数を客車360t・貨車400tに制限した上で以下の方式を採用。
下り列車
- （軽井沢）←EF62+客車または貨車+EF63+EF63←（横川）
- EF62の機関士は無線通信により信号・安全の確認を行ない本形式乗務機関士への連絡とEF63の機関士の指示を受けての運転を行うと共に本形式2両で推進するプッシュプル方式での運転操作を行う。

上り列車
- （軽井沢）→客車または貨車+EF62+EF63+EF63→（横川）
- 勾配麓側に機関車三重連となり、最前部の本形式（本務機）から3両の総括制御を行う。

電車・気動車の場合
| 189系+EF63+EF63 |  | 489系とのジャンパ連結器がKE70形協調制御回線  |
| 189系+EF63+EF63 |  | 489系との ジャンパ連結器がKE70形協調制御回線 |

無動力での推進・牽引運転では新性能電車が最大8両、旧性能電車・気動車が最大7両、後に開発された協調運転可能の電車では最大12両までの編成組成制約を課した上で上り下り問わず勾配麓側に本形式2両を連結する形態を採用。
- （軽井沢）電車+EF63+EF63（横川）

また編成両数以外にも電車側には以下の制約が課された。
- 前述した横軽対策施工車であること。
- 電車と協調運転時並びに推進・牽引運転時は制御の関係からマスコンオフとブレーキハンドルの抜き取りが義務付けられた。万が一電車側でマスコンを投入すると制御信号が交錯するため非常ブレーキが作動するほか、電車側での非常ブレーキ操作は運転席に増設された車掌弁のみとした。
- 気動車では本形式からブレーキ制御のみでの推進・牽引運転とし、ディーゼルエンジンはマスコンオフ即ちアイドリング状態とされた。
- 軽井沢に向う下り列車では押し上げ対象列車の電車運転士が信号機と安全の確認を行ない連絡を担当する。

| 本形式と新前橋所属車の連結165系ではMcM'ユニットを横川方に組成（左）185系ではMM'ユニット2組を横川方クハ185の次位に組成（右）   |  | 本形式と新前橋所属車の連結165系ではMcM'ユニットを横川方に組成（左）185系ではMM'ユニット2組を横川方クハ185の次位に組成（右） |
| 本形式と新前橋所属車の連結 165系ではMcM'ユニットを横川方に組成（左） 185系ではMM'ユニット2組を横川方クハ185の次位に組成（右） |  | |

- 協調・非協調を問わず座屈による浮き上がり脱線の予防から自重が大きい電動車ユニットを峠の下側にしたために新前橋電車区（現・高崎車両センター）・長野運転所（長野第一運転区→北長野運転所→長野総合車両所→長野総合車両センター）配置の165系・169系が他車両基地配置車と逆向きに編成が組成されていたほか、後に松本運転所（現・松本車両センター）配置の115系1000番台・新前橋電車区配置の185系200番台も電動車ユニットが本来と逆向きに組成された。
- 詳細は#電車との連結運転用装備も参照。

## 沿革
1962年5月に先行試作車の1が製造され数々の試験を実施。1963年7月15日に横川 - 軽井沢間粘着運転新線が開通したことに伴い、営業運転を開始した。アプト式は9月30日で廃止となり、翌10月1日には全面的に粘着運転へ切り替えられたが、それまでに13両が高崎第二機関区（現在はJR貨物高崎機関区）に新製配置され、28両あったED42を完全に置き換えた。1964年8月には、横川機関区（1987年に横川運転区へ改組・改称）に転属した。
その後は輸送量の増加に伴い数回にわたり増備が行われた。特殊な構造であるため他区間への転用はできないものの、碓氷峠区間には必要不可欠な補助機関車という特殊性から、国鉄分割民営化時にはそれまでに廃車となった4両を除く21両が東日本旅客鉄道（JR東日本）に承継された。
また、お召し列車が1964年や1978年に同区間を走行した際には以下の車両が特別装備の上で運用された。
- 1964年5月・6月：8・9（EF62 17と三重連で上り列車を牽引。前頭には国旗を掲揚）
- 1978年10月：11・13（EF62 11が牽引する下り列車を推進。EF62 11のみ国旗を掲揚）

1997年10月1日に北陸新幹線高崎 - 長野間が先行開業したため、横川 - 軽井沢間の在来線区間は前日の9月30日限りで廃止となった。これにより用途を喪失した本形式は在籍全車が高崎運転所（現・ぐんま車両センター）に転出し、1998年に廃車・廃形式となった。
これに先立ち、1997年2月に18、3月に19、4月に24、6月に25の4両が本形式最後の全般検査出場を記念して初期の「ぶどう色2号」へ塗装変更された。9月10日に横川で開催された「さよなら祭り」から廃線当日までの間、横川運転区が制作したさまざまな「さよならヘッドマーク」が横川方前面に順次取り付けられた。最後の営業列車「あさま37号」3037列車の補機仕業には、3（青）・19（茶）が就いた。これは当日朝に軽井沢保存のために切り離された2（青）と組んでいた3（青）と、臨時回送列車の牽引から戻った18（茶）・19（茶）をばらして、3（青）・19（茶）の2色コンビを結成させ、最終列車の花道を飾ったものである。本形式の最後の本線自走運転は、大宮工場（現在は大宮総合車両センター）で開催された「JRおおみや鉄道ふれあいフェア」（現在は「鉄道のまち大宮 鉄道ふれあいフェア」）での展示のために1997年10月18日深夜に高崎操車場から大宮操車場まで運転された回送列車で、19号機がEF55 1・EF60 19を牽引した。

## 廃車
1997年の用途廃止後による廃車以外では事故により2両、余剰により2両の計4両の廃車がある。
5・9
1975年10月28日午前6時16分に発生した事故により脱線転覆・大破したためEF62 12・35と共に現場で解体。11月29日付で廃車。9は1964年に2度、お召し列車の牽引機を務めたことがあった。
1・14
1986年8月7日付で余剰廃車。2両とも廃車後は解体されずに1は横川運転区で、14は高崎機関区（のちに倉賀野貨物駅に移動）で保管され、1は後述の碓氷峠鉄道文化むらの展示車両となり、14は2006年頃に解体された。

## 保存機
全車廃車となっているが、2024年現在では碓氷峠鉄道文化むらで動態保存・静態保存合わせて7両、それ以外の場所に2両の計9両が保存されている。

### 碓氷峠鉄道文化むら保存機
碓氷峠鉄道文化むら（群馬県安中市松井田町横川）では4両が動態保存されており、運転体験ができるほか、3両が静態保存されている。
- 11・12・24・25：動態保存
  - 11・12は丸山変電所跡で当初189系と共に静態保存されていたが、11の横川方貫通扉が盗難に遭った。後に犯人が逮捕され回収復元されたが、セキュリティの観点から横川駅構内旧4番線へ移動し、2006年に鉄道文化むらへ再移動となり、運転体験予備機の名目で動態保存に変更され、整備を経て復活した。
  - 2011年には11・12がJR貨物愛知機関区所属EF64およびJR東日本高崎車両センター（現・ぐんま車両センター）所属DD51の牽引で横川 - 高崎操車場 - 高崎機関区で甲種輸送され、車輪削正・機器検査・修繕が行われた[23][24][25]。2012年に24[26]、2019年に25が台車部を抜かれ[27]、主電動機関連の整備が実施されている。
- 1・10・18：静態保存
  - 18の横川方運転台は、CGによる運転シミュレータに改造され使用中。

保存車両のうち、1号機と廃止間際の全検出場で塗り替え施工を行った18・19・24・25号機の計5両は茶色塗装。後に19号機は解体、24・25号機は本来の青色塗装へ復元されたため、2024年時点で茶色塗装を維持しているのは静態保存の1・18号機の計2両に留まる。

### 上記以外の保存機
| 画像 | 番号    | 所在地                                                                     | 備考 |
| ---- | ------- | -------------------------------------------------------------------------- | --- |
|      | EF63 2  | 長野県北佐久郡軽井沢町大字軽井沢 しなの鉄道軽井沢駅構内                    | 1997年9月30日の単171列車で24・25号機との三重連で軽井沢駅構内へと自走回送された。 到着後、同地で保存展示されている。           |
|      | EF63 3  | 群馬県安中市松井田町横川 横川駅前 ※動輪のみ                                | 1997年9月30日の碓氷峠最終列車の牽引機。 廃車後、荻野屋が動輪のみを譲り受け、横川駅前で保存されている。                        |
|      | EF63 13 | 埼玉県さいたま市大宮区錦町 JR東日本大宮総合車両センター ※2エンド前頭部のみ | 1997年に同車両所で全般検査を受けた車両の一つ。 廃車後、軽井沢方2エンド前頭部のみが保存された。 同車両所の公開時のみ見学可能。 |
|      | EF63 15 | 長野県長野市西和田2丁目29-1 JR東日本長野総合車両センター ※解体済み         | 長野県内での保存のため、同センターへ搬入し長らく保管されていたが、2016年（平成28年）2月に解体された。                         |
|      | EF63 19 | 長野県長野市西和田2丁目29-1 JR東日本長野総合車両センター ※解体済み         | 15同様に長らく保管されていたが、2019年（令和元年）9月に解体された。                                                           |
|      | EF63 22 | 群馬県安中市松井田町坂本 ※個人所有                                         | 廃車後、同場所へ引き渡された。 将来は碓氷峠の歴史を伝える博物館の建設が予定されている。                                       |